# (3967) Шехтелия
(3967) Шехтелия — астероид главного пояса, открытый 16 декабря 1976 года в Крымской обсерватории астрономом Людмилой Ивановной Черных. Назван в честь великого русского архитектора Фёдора Шехтеля.